# Бетісу
Бетісу, бетісуак (баск. Betizu, множ. Betizuak) — здичавіла велика рогата худоба, що поширена у Басконії (Країні басків в Іспанії та Північній Країні Басків у Франції). Припускається, що бетісу утворилися з корів, що відривалися від стад під час перегонів худоби через Піренеї. Назва «бетісу» походить від баскського «behi izua», що перекладається як «дика худоба» або «невловима худоба».

## Опис
Бетісу є дикими тваринами, що живуть у стадах. Масть тварин червоно-брунатна, взимку забарвлення темнішає. Худоба невеликих розмірів, зріст бугаїв становить 130 см, корів — 120 см, жива маса бугаїв становить 400—500 кг, корів — 300—350 кг. Принаймні у Франції отелення відбувається переважно у березні.

## Поширення
За даними 2014 року, у Франції на території Лабуру (західна частина департаменту Атлантичні Піренеї) існувало кілька окремих стад бетісу з загальною кількістю у 100 голів, а також в Іспанії на території Басконії у трьох провінціях: Біскайя — 2 стада по 15 голів кожне, Гіпускоа — загалом 234 голови, Наварра — 450 голів. Перепис, проведений в Іспанії у 2013 році показав, що в країні поголів'я бетісу налічує 884 голови (144 бугаї, 740 корів), що водяться у 36 локаціях.

## Виноски
1. 1 2 3  Betizuak. // Valerie Porter, Lawrence Alderson, Stephen J.G. Hall, D. Phillip Sponenberg (2016). Mason's World Encyclopedia of Livestock Breeds and Breeding [Архівовано 21 грудня 2016 у Wayback Machine.] (sixth edition). Wallingford: CABI. — P. 130—131. ISBN 9781780647944. (англ.)
2. ↑  Betizuak. // Mason's World Dictionary of Livestock Breeds, Types and Varieties [Архівовано 20 грудня 2016 у Wayback Machine.] / revised by Valerie Porter. 5th edithion. — Wallingford: CABI — P. 28. ISBN 0 85199 430 X (англ.)
3. ↑  Betizu. Сайт "Euskal Abereak" http://www.euskalabereak.net/es. Архів оригіналу за 16 січня 2017. Процитовано січень 2017. {{cite web}}: Зовнішнє посилання в |work= (довідка) [Архівовано 16 січня 2017 у Wayback Machine.] (ісп.)